# Тима Врбашки
Тима Врбашки (Ковиљ, 10. јул 1926 — Нови Сад, 6. април 1992) био је друштвено-политички радник СР Србије и САП Војводине.

## Биографија
Рођен у Ковиљу 1926. године, Брбашки је студирао економију у Београду. После ослобођења постао чиновник у Среском народном одбору у Жабљу, где је биран и на политичке функције. На положају градоначелника Новог Сада(председника Скупштине општине) налазио се од октобра 1962. до маја 1967. године. За његово време настављена је изградња булевара, железничког чвора, пристаништа и Индустријске зоне, а подизани су и нови стамбени рејони, модерне основне школе итд. После истека председничког мандата, биран за члана Извршног већа Србије (1967-1969) и посланика у Скупштини Србије.